# Hughes H-4 Hercules
Hughes H-4 Hercules (số đăng ký NX37602) là nguyên mẫu máy bay vận tải hạng nặng (chiếc đầu tiên và cuối cùng) do công ty Hughes Aircraft thiết kế và chế tạo. Chiếc máy bay này thực hiện chuyến bay đầu tiên và cũng là chuyến bay duy nhất vào ngày 2 tháng 11 năm 1947. Máy bay này được chế tạo bằng gỗ do bị hạn chế sử dụng vật liệu bằng nhôm thời chiến tranh. Nó bị những người chỉ trích cho biệt danh là "Spruce Goose" (tạm dịch là ngỗng vân sam). Hughes H-4 Hercules là tàu bay (flying boat) lớn nhất từng được chế tạo trên thế giới. Chiều rộng sải cánh và chiều cao của nó lớn nhất so với bất cứ chiếc máy bay nào trong lịch sử. Nó vẫn còn trong tình trạng tốt tại Bảo tàng Không gian và Hàng không Evergreen ở McMinnville, Oregon, Hoa Kỳ.
Vì sự hạn chế sử dụng kim loại trong thời chiến nên Hughes H-4 Hercules được chế tạo gần như bằng toàn gỗ cây bu-lô ("birch"), không phải gỗ cây vân sam ("spruce") như cái biệt danh của nó ám chỉ. Phương pháp "Duramold" gồm có gỗ ép và nhựa, được sử dụng để chế tạo gỗ ép tổng hợp.
Sau cùng, chiếc máy bay này không được hoàn tất kịp thời gian để sử dụng cho Chiến tranh Thế giới II và chưa có chiếc nào cùng loại được sản xuất thật sự ngoài nguyên mẫu ban đầu này.

## Thiết kế và phát triển

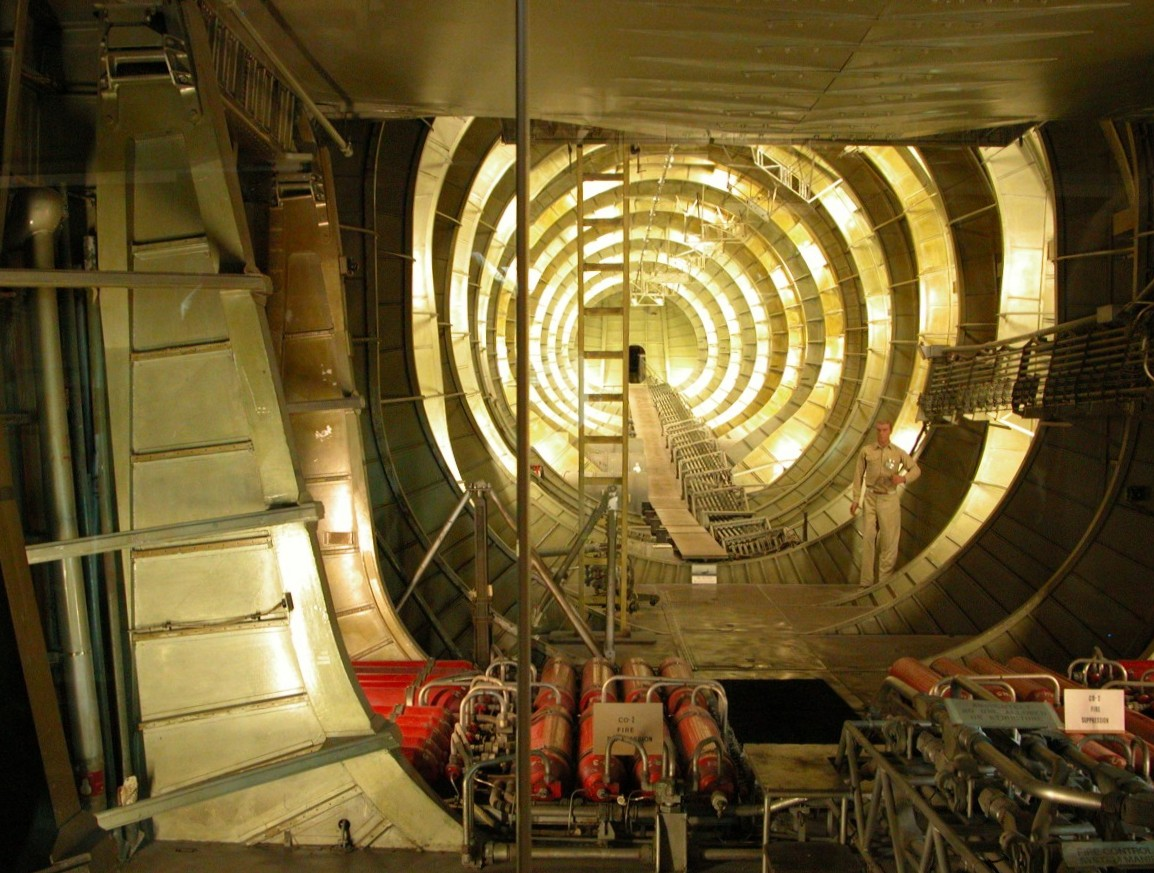
Thân máy bay H-4, nhìn từ phía sau

Năm 1942, Bộ Chiến tranh Hoa Kỳ đối diện với nhu cầu vận tải nhu yếu phẩm chiến tranh và nhân sự đến Anh Quốc. Đường biển của Đồng Minh trên Đại Tây Dương bị thiệt hại nặng vì những chiếc tàu ngầm loại U-boat của Đức. Nhu cầu được đặt ra là làm sao có một máy bay có thể vượt Đại Tây Dương cùng với một khối lượng lớn gồm các đồ quân nhu, phương tiện chiến tranh hay binh sĩ. Trong những điều kiện hạn chế có liên quan đến chiến tranh, mẫu máy bay thiết kế này không thể được chế tạo bằng kim loại.
Chiếc máy bay này là sáng kiến của Henry J. Kaiser, người điều hành chương trình "Liberty Ships" (tàu tự do). Ông hợp tác với nhà thiết kế máy bay Howard Hughes để chế tạo chiếc máy bay lớn nhất chưa từng có vào thời đó. Khi hoàn thành, nó có thể chở 750 binh sĩ trang bị đầy đủ hoặc một xe tăng M4 Sherman. Thiết kế ban đầu mẫu "HK-1" phản ánh sự hợp tác của Hughes và Kaiser.
Hợp đồng HK-1 phát triển máy bay vào năm 1942 lúc đầu nói đến việc chế tạo ba chiếc máy bay trong thời hạn 2 năm để sẵn sàng phục vụ cho chiến tranh. 7 cấu hình máy bay khác nhau được xem xét, trong đó có các kiểu máy bay thân đơn và cả thân kép có 4, 6, 8 động cơ trên cánh. Kiểu thiết kế cuối cùng được chọn là một kiểu to lớn chưa từng được chế tạo hoặc ngay cả chưa từng được nghĩ đến. Để tiết kiệm kim loại, chiếc máy bay này được chế tạo phần lớn bằng gỗ); vì vậy, biệt danh "Spruce Goose" (ngỗng vân sam) được giới truyền thông đặt ra để gọi nó. Những người chỉ trích chiếc máy bay này còn gọi nó là "Flying Lumberyard" (sân gỗ bay).
Trong khi Kaiser đưa ra khái niệm về "tàu hàng bay" (flying cargo ship), ông không có kiến thức về hàng không và chiều theo ý của Hughes và nhà thiết kế của ông là Glenn Odekirk. Việc phát triển máy bay kéo dài đến nỗi làm cho Kaiser chán nản. Ông đổ lỗi cho sự chậm trễ một phần vì sự giới hạn áp đặt lên các vật liệu chiến lược như nhôm nhưng ông cũng đổ lỗi một phần là vì Hughes lúc nào cũng đòi hỏi sự "hoàn hảo". Mặc dù việc chế tạo chiếc HK-1 đầu tiên mất có 16 tháng sau khi nhận được bản hợp đồng phát triển nhưng Kaiser rút khỏi dự án.

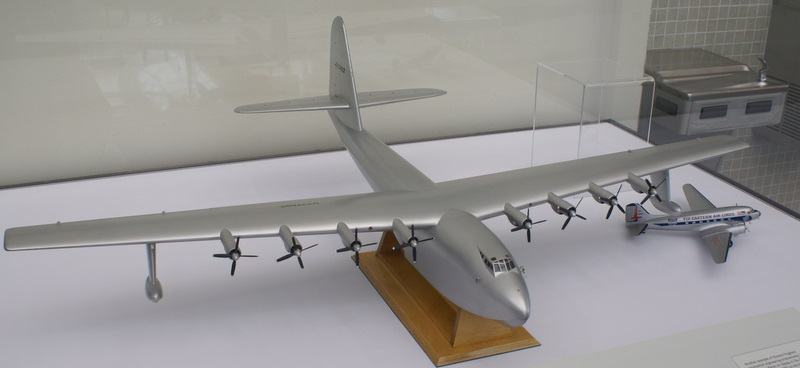
So sánh khổ lớn giữa chiếc H-4 và DC-3

Hughes tiếp tục chương trình này một mình với mẫu thiết kế "H-4 Hercules" (ban đầu có tên là HFB-1 có nghĩa là "Hughes Flying Boat, 1st Design" (tàu bay Hughes thiết kế số 1),). Ông ký hợp đồng mới với chính phủ nhưng chỉ giới hạn sản xuất 1 chiếc làm mẫu. Công việc được tiến hành chậm với kết cục là chiếc H-4 vẫn chưa hoàn thành cho đến sau khi chiến tranh đã kết thúc.
Năm 1947, Howard Hughes bị gọi đến trả lời chất vấn trước Ủy ban đặc trách điều tra chiến tranh của Thượng viện Hoa Kỳ về việc sử dụng tiền quỹ của chính phủ để chế tạo máy bay.
Tại một trong nhiều buổi điều trần tại Thượng viện ngày 6 tháng 8 năm 1947 Hughes nói:
| “ | Chiếc Hercules là một công trình hoành tráng. Nó là một máy bay lớn nhất chưa từng chế tạo. Nó cao bằng 5 tầng nhà với một sải cánh dài hơn cả một sân bóng bầu dục. Lớn hơn cả một dãy phố. Tôi đã đổ hết mồ hôi trong chiếc máy bay. Tôi bỏ hết thanh danh của tôi vào trong nó và tôi đã nói nhiều lần rồi. Nếu nó thất bại, tôi có lẽ sẽ rời xứ sở này và không bao giờ trở lại đây. Và tôi nói là làm được. | ” |

## Lịch sử vận hành
Trong khi các buổi điều trần tại Thượng viện Hoa Kỳ tạm nghỉ, Hughes quay trở về California để thực hiện các buổi thử nghiệm vận hành chiếc H-4. Ngày 2 tháng 11 năm 1947, một loạt thử nghiệm vận hành bắt đầu với Hughes phụ trách điều khiển máy bay. Phi hành đoàn của ông gồm có Dave Grant làm cơ phó, và một nhóm hai kỹ sư bay, 16 thợ máy và những nhân viên phi hành khác. Ngoài ra, chiếc H-4 có mang theo 7 vị khách mời từ các hãng thông tấn cộng thêm 7 đại diện công nghiệp, tổng cộng có 32 người trên máy bay.
Sau hai lần chạy thử đầu tiên không có sự cố, 4 thông tín viên báo chí rời máy bay để viết phóng sự nhưng giới báo chí còn lại vẫn ở lại cho lần thử nghiệm cuối cùng trong ngày. Sau khi lấy đà và đạt được vận tốc thích hợp trên eo biển đối diện bãi biển Cabrillo gần Long Beach, chiếc Hercules nhất mình lên khỏi mặt nước, giữ trên không khoảng 70 ft (21 m) cách mặt nước với tốc độ 135 mph (217 km/h hay 117 knot) và bay trong khoảng đường dài 1 dặm Anh (1,6 km). Ở độ cao này, máy bay vẫn gặp phải hiệu ứng mặt đất.
Hughes đã chứng minh cho những người chỉ trích thấy là máy bay có thể cất cánh và các buổi điều trần cũng chấm dứt nhưng máy bay không bay tiếp lần nào nữa. Cho đến bây người ta cũng không rõ là liệu chiếc máy bay này có thật sự có thể bay an toàn được không. Máy bay được bảo trì trong điều kiện sẵn sàng bay cho đến khi Hughes qua đời vào năm 1976.

## Trưng bày

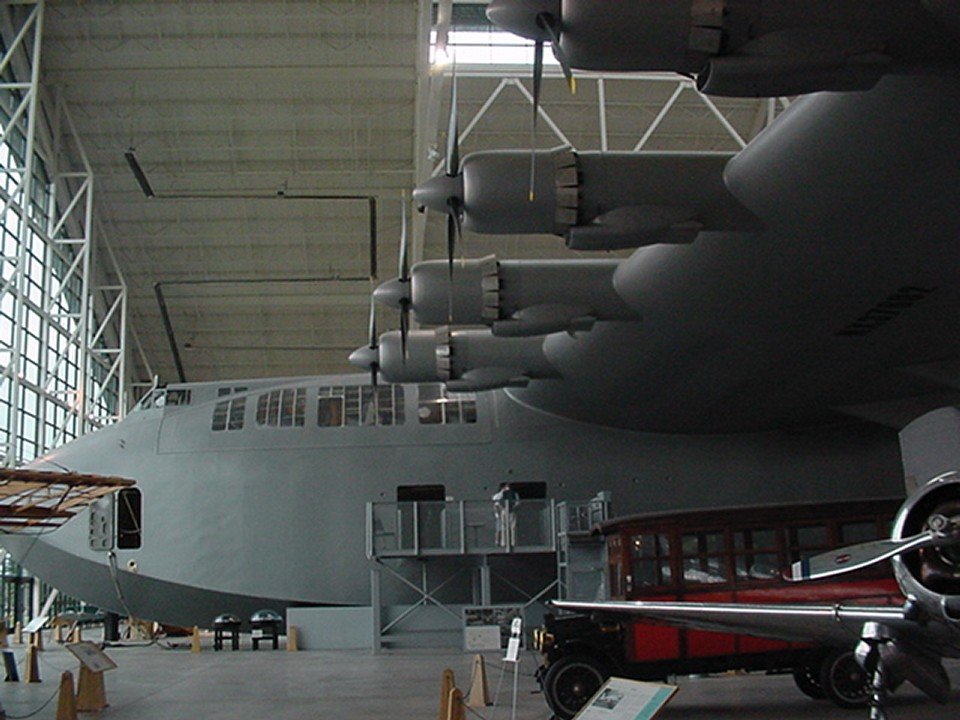
Hughes H-4 Hercules ở Bảo tàng Không gian và Hàng không Evergreen

Sau nhiều năm được cất giữ, năm 1980, chiếc Hercules được Câu lạc bộ Hàng không California mua lại. Hội này đã thành công đặt chiếc máy bay này trưng bày trong 1 nhà hình vòm to gần bên chiếc tàu khách đại dương Queen Mary cũng được trưng bày tại Long Beach, California. Năm 1988, Công ty Walt Disney mua lại cả hai vật trưng bày này và cả bất động sản xung quanh. Disney thông báo cho Câu lạc bộ Hàng không California biết rằng họ không còn muốn trưng bày chiếc Hercules nữa. Sau khi tìm kiếm thật lâu nơi thích hợp cho nó, Câu lạc bộ Hàng không California giao chiếc tàu bay Hughes cho Bảo tàng Hàng không Evergreen. Dưới sự hướng dẫn của ban điều hành bảo tàng, chiếc phi cơ được tháo rời và được đưa bằng xà lan đến nơi mới của nó ở thành phố McMinnville, Oregon (cách thành phố Portland khoảng 1 giờ đồng hồ về phía tây nam). Ở nơi đây nó được trưng bày kể từ đó. Chiếc thủy phi cơ đến thành phố McMinnville ngày 27 tháng 2 năm 1993 sau một cuộc hành trình dài 1.055 dặm trong 138 ngày từ Long Beach.
Giữa thập niên 1990, các nhà chứa máy bay Hughes cũ trong đó có nhà chứa chiếc Hercules được sửa lại để phục vụ làm phim. Các cảnh trong phim như Titanic, What Women Want, và End of Days đã được quay trong nhà chứa máy bay 29.000 m², nơi mà Howard Hughes chế tạo chiếc thủy phi cơ.
Mặc dù kế hoạch đã không đi đến đâu ngoài chiếc thủy phi cơ nguyên mẫu nhưng chiếc H-4 Hercules đã báo hiệu sự ra đời của loại máy bay vận tải to lớn vào cuối thế kỷ 20, như Lockheed C-5 Galaxy, Antonov An-124 và An-225. Chiếc Hercules đã chứng minh rằng các nguyên lý động học hàng không và vật lý tạo sự bay thì không giới hạn bởi khổ của máy bay.

## Các đặc điểm (H-4)
Đặc điểm vận hành được dự đoán.
Đặc điểm tổng thể
- Tổ lái: 3
- Chiều dài: 218 ft 8 in (66,65 mét)
- Sải cánh: 319 ft 11 in (97,54 m)
- Chiều cao: 79 ft 4 in (24,18 m)
- Chiều cao thân: 30 ft (9,1 m)
- Tải trọng: 400.000 lb (180.000 kg)
- Động cơ: 8 động cơ Pratt & Whitney R-4360 Wasp Major, công suất 3.000 mã lực (2.240 kW) mỗi động cơ
- Cánh quạt: Hamilton Standard 4-cánh mỗi động cơ
  - Đường kính cánh quạt: 17 ft 2 in (5.23 m)

Vận hành
- vận tốc bay bằng: 220 mph (353,98 km/h)
- Tầm bay: 3.000 mi (4.800 km)
- Trần Bay 20.900 ft (6.370 m)

## Văn hóa bình dân
Trong bộ phim The Rocketeer (1991), anh hùng Cliff Secord sử dụng một mô hình lớn chiếc Hercules để trốn thoát các nhân viên liên bang và cả Howard Hughes. Sau khi Secord lượn chiếc máy bay mô hình này an toàn, Hughes tỏ vẻ ngạc nhiên là khí cụ này thực sự có thể bay.
Việc chế tạo và bay chiếc phi cơ Hercules được trình bày trong bộ phim tư liệu năm 2004 nói về cuộc đời của Hughes, The Aviator. Các mô hình điều khiển từ xa và điều khiển tự động cũng như phần bên trong và ngoài phi cơ này đều được xây dựng lại để quay cảnh. Chiếc Hercules điều khiển tự động đang được trưng bày tại Bảo tàng Không gian và Hàng không Evergreen, nằm cạnh bên chiếc Hercules thật.

So sánh khổ lớn của bốn máy bay lớn nhất trên thế giới